# Dodge Daytona
Dodge Daytona — спортивний автомобіль, який вироблявся американською компанією Dodge з 1984 по 1993 рік. Це був передньоприводний хетчбек розроблений на платформі Chrysler G, яка отримана з платформи Chrysler K. Chrysler Laser був висококласною ребрендинговою версією Дейтони. Дейтона була модернізована на 1987 рік і знову на 1992 рік. Автомобіль прийшов на заміну Challenger на базі Mitsubishi Galant і займав нішу між Charger і Conquest. Дейтона була замінена на Dodge Avenger, який виготовлявся Mitsubishi Motors. Назва Daytona походить від спорткара Dodge Charger Daytona, яка була названа на честь гонки Daytona 500 в Дайтона Біч, штат Флорида.

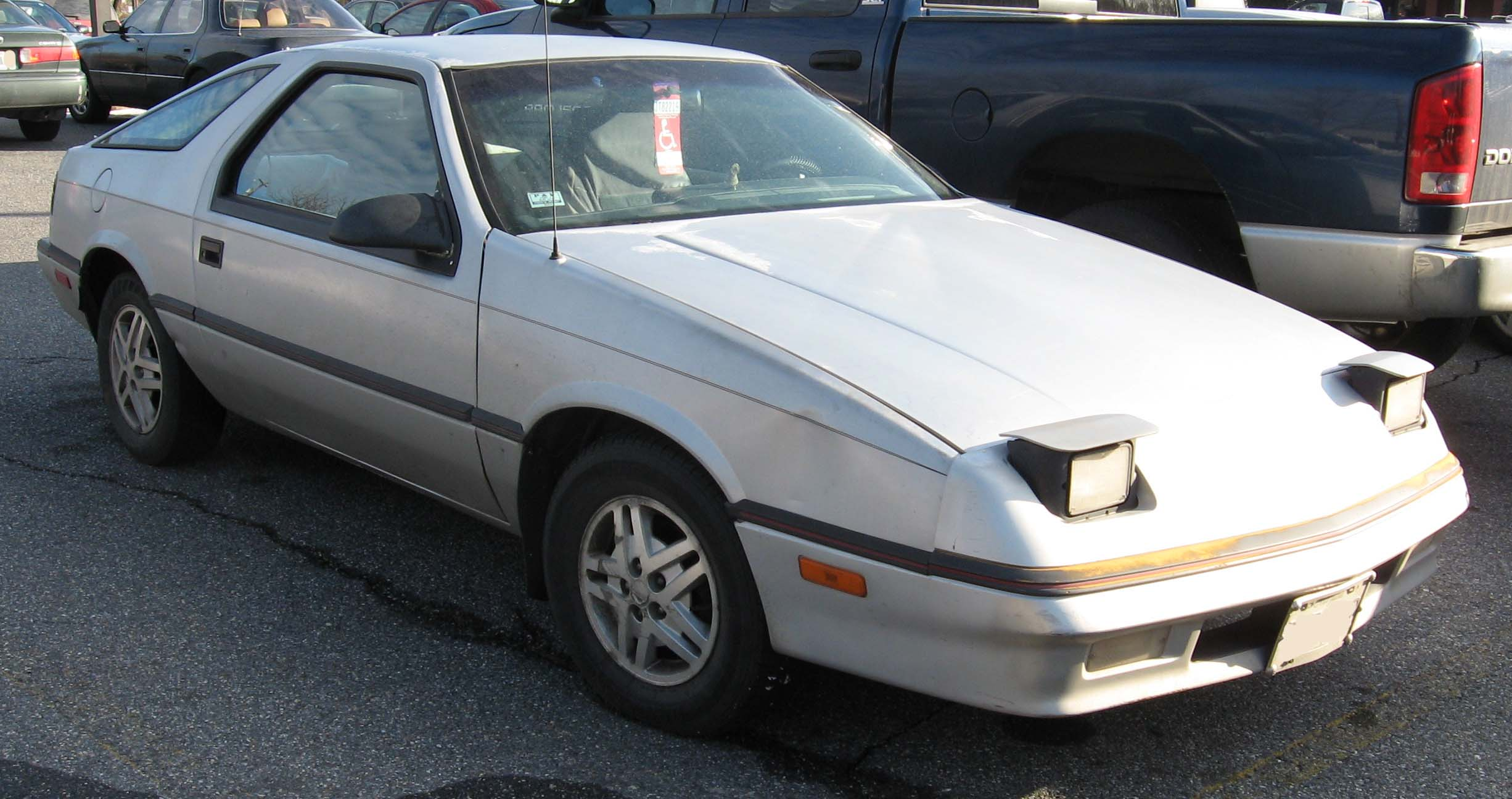
Dodge Daytona

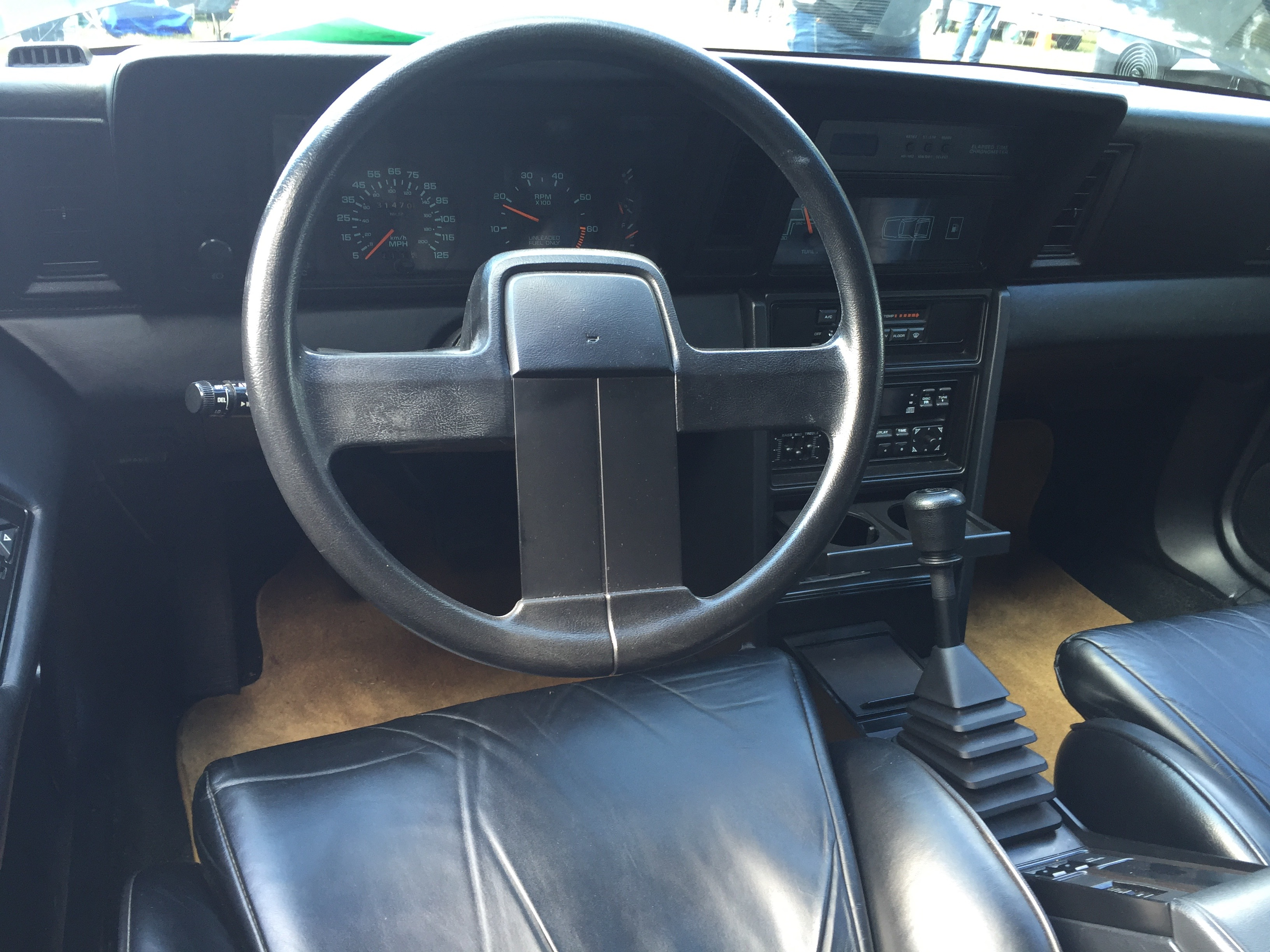

Всього виготовлено 385 000 автомобілів.

## Двигуни
- 2.2 л K I4 100 к.с.
- 2.2 л Turbo I I4 146 к.с.
- 2.2 л Turbo II I4 174 к.с.
- 2.2 л Turbo III I4 224 к.с.
- 2.5 л K I4 101 к.с.
- 2.5 л Turbo I I4 152 к.с.
- 3.0 л Mitsubishi 6G72 V6 141 к.с.